# Barthélemy Gillard
Barthélemy Gillard (nascida em 24 de maio de 1935) é uma ex-ciclista belga de ciclismo de pista. Competiu representando seu país, Bélgica, na perseguição por equipes de 4 km nos Jogos Olímpicos de Verão de 1960 em Roma.